# Зоркальцев, Александр Владимирович
Алекса́ндр Влади́мирович Зо́ркальцев (2 сентября 1984, Омск) — российский общественный деятель, краевед, генеалог и юрист. Автор ряда научных и научно-популярных публикаций, книг, проектов. Член Русского географического общества. Основатель научно-популярного историко-краеведческого проекта «Тарский уезд».

## Биография
Родился в Центральном районе города Омска в семье служащих машиностроительной промышленности Владимира Фёдоровича и Галины Викторовны. Мать, Галина Викторовна — заслуженный авиастроитель РФ, заслуженный работник промышленности Омской области и заслуженный машиностроитель РФ.
Окончил Гимназию № 43. Окончил МГАВТ — филиал ФГБОУ ВО «ГУМРФ им. адмирала С. О. Макарова». Долгое время работал юристом.
Краевед севера Омской области (территории бывшего Тарского уезда Тобольской губернии). С 1996 года сотрудничал по разным тематикам с редакциями различных журналов и газет Москвы, Санкт-Петербурга, Омска, Тары. Александр Владимирович является автором ряда научных и научно-популярных книг, публикаций по теме истории и генеалогии. Кроме того, является ведущим нескольких рубрик на проекте «Всероссийское генеалогическое древо (ВГД)».
С 2006 года является основателем и руководителем научно-популярного историко-краеведческого проекта «Тарский уезд». Проект был создан для популяризации истории (краеведения) и генеалогии по северу Омской области, а также сохранения исторического и культурного наследия. В 2022 году научно-популярный историко-краеведческий проект «Тарский уезд» был номинирован на премию российского общества «Знание» за вклад в просвещение в сфере «История».
В настоящее время также ведёт исторический подкаст «Вестник Тарского уезда» на крупных стриминговых площадках.
Александр Владимирович занимается фотографией. Участвовал в разных выставках и конкурсах. В 2022 году принимал участие в VIII фотоконкурсе «Русского географического общества» — «Самая красивая страна». Основная часть работ посвящена урбанистическим городским пейзажам.
Также является художником-графиком. Автор ряда графических работ (основные материалы карандаш и уголь). Иллюстрации, рисунки, миниатюры неоднократно использовались в разных книгах и сайтах. Последней работой автора было оформление издания «Исторические сведения о роде Зоркальцевых», где были опубликованы исторические графические миниатюры и оформлена обложка.
В октябре 2024 года был номинирован на X Всероссийскую премию «За верность науке» в номинации «Автор цифрового контента» — присуждаемая талантливому автору (блогеру, телеведущему, создателю онлайн-контента), внёсшему значительный вклад в популяризацию науки через Интернет и телевидение.

## Избранные работы

### Книги
- Зоркальцев А. В. У истоков газетного дела. — Омск, 2017.[3]
- Зоркальцев А. В. Историческое описание десяти переселенческих посёлков Тарского уезда. — Омск, 2018.
- Зоркальцев А. В. Были такие изобретатели (о Яковлеве и Емельянове). — Омск, 2018.
- Зоркальцев А. В. Краткое описание тарских бухарских родов (об Айтыкиных, Шиховых и других). — Омск, 2018.
- Зоркальцев А. В. Законодательство относящееся к истории Тарского уезда и к северной части современной Омской области. — Омск, 2018.
- Зоркальцев А. В. Из судебной хроники А. И. Щербакова 1898—1899 годов. — Омск, 2018.
- Зоркальцев А. В. Описание некоторых населённых пунктов Тарского уезда. — Омск, 2019.
- Зоркальцев А. В. Сборник статей по краеведению и генеалогии Тарского уезда Тобольской губернии. — Казань: "Бук", 2020. — 96 с.[25][26]
- Зоркальцев А. В. Исторические сведения о роде Зоркальцевых. — 1-е изд.. — М.: ООО "Сам полиграфист", 2022. — 232 с. — ISBN 978-5-00166-649-3.[27][28]
- Зоркальцев А. В. К биографии Ивана Андреевича Носкова. — М.: Литрес Самиздат, 2023. — 14 с.
- Зоркальцев А. В. Полный биографический словарь тарского купечества и торгующих разночинцев. — Издание первое. — М., 2024. — 604 с.

### Статьи
- Зоркальцев А. В. Ссыльные поляки в Сибири. История одной семьи // "Исторический формат" : Международный научный журнал. — М., 2016. — № 3. — С. 201—216. — ISSN 2411-9415.[29][30][31].
- Зоркальцев А. В. К биографии Ивана Андреевича Носкова // "Таряне" : Литературно-краеведческий альманах. — Омск: "Амфора", 2018. — Вып. 8. — С. 83—88. — ISBN 978-5-906985-65-1.[32]

### Многотомные издания
- Зоркальцев А. В. Вестник Тарского уезда. Выпуск № 1 (1). Июнь 2020. Образование. — 230 с. Москва[33][34]
- Зоркальцев А. В. Вестник Тарского уезда. Выпуск № 2 (2). Июль 2020. Хроника Тарского уезда. — 92 с. Москва
- Зоркальцев А. В. Вестник Тарского уезда. Выпуск № 3 (3). Август 2020. Главные лица Тарского уезда. — 34 с. Москва[35]
- Зоркальцев А. В. Вестник Тарского уезда. Выпуск № 4 (4). Сентябрь 2020. Символика и административно-территориальное деление. — 408 с. Москва
- Зоркальцев А. В. Вестник Тарского уезда. Выпуск № 5 (5). Октябрь 2020. Промышленность. — 116 с. Москва
- Зоркальцев А. В. Вестник Тарского уезда. Выпуск № 6 (6). Ноябрь 2020. Экономика. — 132 с. Москва
- Зоркальцев А. В. Вестник Тарского уезда. Выпуск № 7 (7). Декабрь 2020. Купцы I гильдии. — 178 с. Москва
- Зоркальцев А. В. Вестник Тарского уезда. Выпуск № 1 (8). Январь 2021. Купцы II гильдии. — 302 с. Москва[36]
- Зоркальцев А. В. Вестник Тарского уезда. Выпуск № 2 (9). Февраль 2021. Купцы III гильдии. — 168 с. Москва[37]
- Зоркальцев А. В. Вестник Тарского уезда. Выпуск № 3 (10). Март 2021. Книга 1. Торгующие разночинцы и торговые люди. — 330 с. Москва
- Зоркальцев А. В. Вестник Тарского уезда. Выпуск № 4 (11). Март 2021. Книга 2. Торгующие разночинцы и торговые люди. — 290 с. Москва
- Зоркальцев А. В. Вестник Тарского уезда. Выпуск № 5 (12). Апрель 2021. География. — 82 с. Москва
- Зоркальцев А. В. Вестник Тарского уезда. Выпуск № 6 (13). Май 2021. Дорожное дело, почта и телеграф уезда. — 54 с. Москва
- Зоркальцев А. В. Вестник Тарского уезда. Выпуск № 7 (14). Июнь 2021. Население. — 78 с. Москва
- Зоркальцев А. В. Вестник Тарского уезда. Выпуск № 8 (15). Июль 2021. История медицины. — 100 с. Москва
- Зоркальцев А. В. Вестник Тарского уезда. Выпуск № 9 (16). Август 2021. Религиозная жизнь и благотворительность. — 36 с. Москва[38][39][40][41][42]
- Зоркальцев А. В. Вестник Тарского уезда. Выпуск № 10 (17). Сентябрь 2021. Ратное дело. — 196 с. Москва[43]
- Зоркальцев А. В. Вестник Тарского уезда. Выпуск № 11 (18). Октябрь 2021. Известные люди. — 78 с. Москва
- Зоркальцев А. В. Вестник Тарского уезда. Выпуск № 12 (19). Ноябрь 2021. Учреждения Тарского уезда. — 182 с. Москва
- Зоркальцев А. В. Вестник Тарского уезда. Выпуск № 13 (20). Декабрь 2021. Библиография. — 176 с. Москва
- Зоркальцев А. В. Вестник Тарского уезда. Выпуск № 1 (21). Январь 2022. Происшествия. — 94 с. Москва

### Работы на других языках
- Zorkaltsev A. V. To the biography of Ivan Andreevich Noskov (Chinese) // Зоркальцев А. В. : article. — Russia, Omsk: Popular science historical and local history project "Tara County", 2023. — 1 ноября. — С. 8.